# Kii (lớp thiết giáp hạm)
Lớp thiết giáp hạm Amagi là một lớp thiết kế thiết giáp hạm nhanh của Hải quân Đế quốc Nhật Bản trong những năm 1920. Chúng được thiết kế để củng cố "Hạm đội tám-tám" của Nhật Bản sau khi Hoa Kỳ công bố một chương trình đóng tàu lớn vào năm 1919. Tuy nhiên, sau khi ký Hiệp ước Hải quân Washington năm 1922, tất cả hoạt động đóng tàu ngưng buộc Hải quân Nhật phải hủy chương trình đóng tàu với cặp tầu đang đóng bị hủy bỏ vào tháng 11 năm 1923 và cặp còn lại vào tháng 4 năm 1924.

## Thiếc kế và bối cảnh

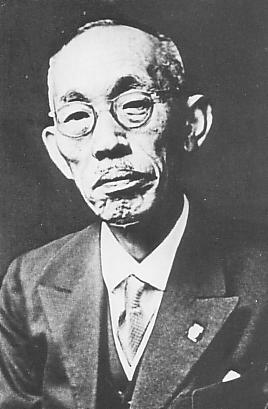
Yuzuru Hiraga

Đến năm 1918, Hải quân đã đạt được sự chấp thuận ngân sách để thực hiện Chương trình Hạm đội Tám-Tám với mục tiêu đóng tám thiết giáp hạm và sáu thiết giáp-tuần dương, tất cả các tàu không quá tám tuổi. Tuy nhiên chỉ riêng nửa đầu của kế hoạch với bốn thiết giáp hạm lớn (hai chiếc Nagato và hai chiếc Tosa) và bốn chiếc thiết giáp-tuần dương lớp Amagi đặt một gánh nặng tài chính khổng lồ vào Nhật Bản, vốn đã chi tiêu một phần ba ngân sách quốc gia của nó vào Hải quân. Mặc dù vậy, Hải quân vẫn tiếp tục phê duyệt kế hoạch "tám-tám-tám" vào năm 1920 sau khi Tổng thống Mỹ Woodrow Wilson công bố kế hoạch tái khởi động kế hoạch đóng tàu năm 1916 đóng bổ sung mười thiết giáp hạm và sáu thiết giáp-tuần dương. Nhật Bản phản ứng bắng việc đưa bản kế hoạch mới bao gồm việc đóng tám thiết giáp hạm nhanh mới theo thiết kế lớp Kii và lớp Số 13.
Được thiết kế bởi Đại tá Yuzuru Hiraga, lớp Kii phần lớn dựa trên thiết kế thiết giáp-tuần dương lớp Amagi trước đó, mà chính nó đã được dựa trên phiên bản ít giáp hơn của thiết kế lớp Tosa. Sự khác biệt lớn duy nhất giữa các chiếc Kii và Amagi là tốc độ và áo giáp của chúng- Amagi thì nhanh hơn còn Kii có giáp đai dày hơn. Mặc dù thuộc dòng liệt vào nhóm tàu thiết giáp tuần dương của hạm đội tám-tám, lớp Kiis được người Nhật phân loại là thiết giáp hạm nhanh, vì Hải quân Nhật đã quyết định chấm dứt việc phân biệt giữa thiết giáp hạm và thiết giáp-tuần dương.

### Miêu tả
Các con tàu có chiều dài 234,9 mét giữa đường vuông góc và 250,1 m tổng thể. Nó có sườn ngang 30,8 m và đáy cao 9,7 m. Độ choán nước chuẩn của các lớp là 42.600 tấn.
Lớp này được thiết kế để trang bị bốn tuabin hơi nước đa số do Cục kỹ thuật Hải quân phát triễn với mỗi tuabin lái một trục cánh quạt. Các tuabin được thiết kế để sản xuất tổng cộng 131.200 mã lực trục (97.800 kW), sử dụng hơi nước được cung cấp bởi 19 nồi hơi ống nước Kampon, để đạt tốc độ tối đa 29,75 hải lý (55,10 km/h).
Vũ khí chính của lớp Kii là mười khẩu pháo 41 cm/45 li trong năm tháp pháo hai súng, hai tháp ở mũi và ba ở đuôi của cấu trúc thượng tầng. Khẩu súng này bắn một quả đạn 1.000 kilôgam ở gia tốc nòng 790 m/giây. Pháo phụ bao gồm 16 khẩu pháo 14 cm/50 nòng đơn được lắp trong các ụ súng trong cấu trúc thượng tầng. Các khẩu súng được điều khiển bằng tay có tầm bắn tối đa 19.750 mét ở độ cao + 35 ° và bắn với tốc độ tối đa 10 viên mỗi phút. Trang bị phòng không của tàu bao gồm bốn khẩu pháo phòng không mẫu đơn 12cm Loại năm thứ 10 45 li được đặt xung quanh ống khói duy nhất. Mỗi khẩu pháo này có góc nâng tối đa +75° và tốc độ bắn tối đa 10–11 viên mỗi phút. Nó bắn một đạn nặng 20,41 kg với gia tốc nòng 825–830 m/s với độ cao tối đa 10.000 mét. Lớp Kii cũng được trang bị tám ống phóng ngư lôi 61 cm trên mặt nước với bốn ống ở mỗi bên.
Các con tàu sẽ được bảo vệ bởi lớp giáp đai dày 293 mm, nghiêng 15° ra phía trên để tăng khả năng chống lại sự thâm nhập ở tầm ngắn. Đai giáp được thiết kế để có thể chống lại đạn cỡ 16 inch (410 mm) từ khoảng cách 12.000–20.000 m. Các tháp pháo và bệ tháp pháo chính sẽ có lớp giáp dày từ 280–229 mm, và tháp chỉ huy sẽ được bảo vệ bằng lớp giáp dày 356 mm. Sàn tàu dày 120 mm (5 in). Các thiết giáp hạm lớp Kii sẽ có một vách ngăn chống ngư lôi dày 75 mm, được kết nối ở phía trên với sàn đập vỡ 38 mm bên dưới sàn chính.

## Xây dựng
Hai chiếc được đặt hàng vào ngày 12 tháng 10 năm 1921, và hai chiếc nữa được đặt hàng vào cuối năm đó. Chiếc Kii được giao cho Xưởng hải quân Kure, với ngày hoàn thành dự kiến vào tháng 11 năm 1923, còn Owari được giao cho Xưởng hải quân Yokosuka, dự kiến hoàn thành vào tháng 9. Hai tàu chưa được đặt tên khác, số 11 và 12, được giao lần lượt cho Kawasaki ở Kobe và Mitsubishi ở Nagasaki. Việc lắp đặt sườn của tàu đã bị dừng lại vào ngày 5 tháng 2 vì các điều khoản của Hiệp ước Hải quân Washington đã cấm đóng tất cả các thiết giáp hạm trên 35.000 tấn Anh (36.000 tấn). Số 11 và 12 đã chính thức bị hủy bỏ vào ngày 19 tháng 11 năm 1923; Kii và Owari theo sau ngày 14 tháng 4 năm 1924.

## Dẫn chứng
1. ↑  Gardiner & Gray, p. 224
2. ↑  Evans & Peattie, p. 174
3. 1 2 3  Gardiner & Gray, p. 232
4. ↑  Gardiner & Gray, p. 235
5. ↑  Breyer, p. 329
6. ↑  Jentschura, Jung & Mickel, p. 36
7. ↑  Campbell, p. 182
8. ↑  Campbell, p. 190
9. ↑  Campbell, p. 194